# 國道7號 (印度)

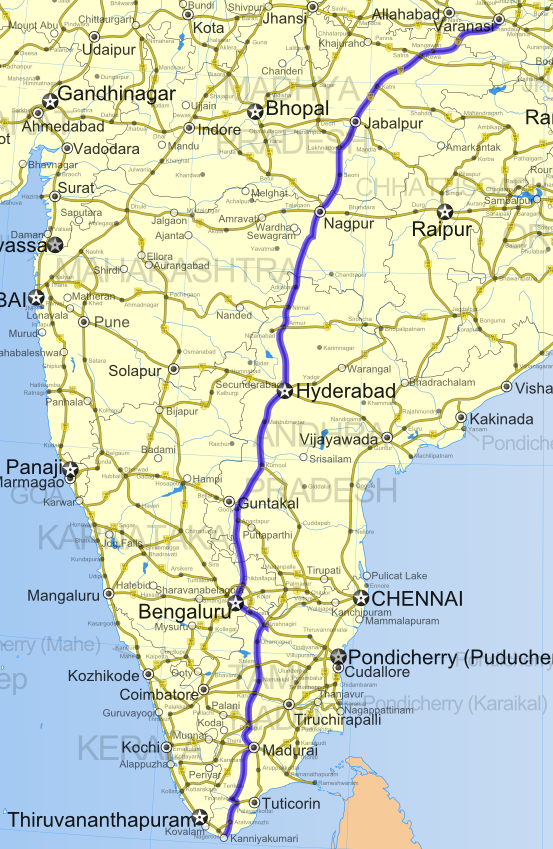
國道7號路線示意圖

國道7號（英語：National Highway 7，簡稱NH7）是一條縱貫印度半島的一條公路，北起印度北方邦瓦拉納西，南至科摩林角。全長2,369公里。是印度最長的國道。
其他途經的主要城市有賈巴爾普爾（中央邦）、那格浦爾（馬哈拉施特拉邦）、海得拉巴（安得拉邦）、班加羅爾（卡納塔克邦）、馬杜賴（泰米爾納德邦）等。其中拉克納東至科摩林角路段是南北走廊的一部分、克里斯赫納吉里—班加羅爾是黃金四角的一部分。